# Episodi de I Roper (prima stagione)
La prima stagione della sitcom I Roper è stata trasmessa negli Stati Uniti dal 13 marzo 1979 al 17 aprile 1979.
| nº | Titolo originale        | Titolo italiano | Prima TV USA   | Prima TV Italia |
| -- | ----------------------- | --------------- | -------------- | --------------- |
| 1  | Moving On               |                 | 13 marzo 1979  | 1986            |
| 2  | Friends and Neighbors   |                 | 20 marzo 1979  | 1986            |
| 3  | Your Money or Your Life |                 | 27 marzo 1979  | 1986            |
| 4  | The Doris Letters       |                 | 3 aprile 1979  | 1986            |
| 5  | The Family Planning     |                 | 10 aprile 1979 | 1986            |
| 6  | Opportunity Knocks      |                 | 17 aprile 1979 | 1986            |

## Moving On
- Titolo originale: Moving On
- Diretto da: Dave Powers
- Scritto da: Brian Cooke e Johnnie Mortimer

### Trama
A Helen piace una villetta a Cheviot Hills ma Stanley non è contento e preferirebbe acquistare una casa mobile.
- Nota. Basato sull'episodio Abbasso i quartieri alti di George e Mildred. Questa è l'ultima volta in cui viene utilizzato il set dell'appartamento dei Roper prima di rimodernarlo per il signor Furley.

## Friends and Neighbors
- Titolo originale: Friends and Neighbors
- Diretto da: Dave Powers
- Scritto da: Brian Cooke e Johnnie Mortimer

### Trama
I Brookes aspettano la visita di un membro del Congresso e Jeffrey non vuole che Stanley rovini l'evento.
- Guest star: Roger Bowen (James), Jean Gillespie (Margaret), Rick Garcia (Fabbro) e Tom Pedi (Fattorino).
- Nota. Basato sull'episodio Fatti il bagno, George! di George e Mildred.

## Your Money or Your Life
- Titolo originale: Your Money or Your Life
- Diretto da: Dave Powers
- Scritto da: Brian Cooke e Johnnie Mortimer

### Trama
Dopo aver partecipato a un funerale, Helen convince Stanley ad acquistare una polizza di assicurazione sulla vita. Quando i risultati delle sue analisi tardano ad arrivare, Stanley teme che i suoi giorni siano contati.
- Guest star: Jillian Kesner (Linda Graham), Lois Areno (Marilyn Graham), Marilyn Borden (Hetty), Rosalyn Borden (Betty), Hope Clarke (Dottor Young), Mickey Deems (Bert), Jane Dulo (Kate Morgan), John Fiedler (Bill Marsh).
- Nota. Basato sull'episodio O la borsa, o la vita di George e Mildred.

## The Doris Letters
- Titolo originale: The Doris Letters
- Diretto da: Dave Powers
- Scritto da: Brian Cooke e Johnnie Mortimer

### Trama
Helen trova delle lettere d'amore di Stanley indirizzate ad una donna di nome Doris.
- Guest star: Don Chastain (Keith), Alice Hirson (Signora Eastham).
- Nota. Basato sull'episodio Non tradirmi con Dorothy di George e Mildred.

## The Family Planning
- Titolo originale: The Family Planning
- Diretto da: Dave Powers
- Scritto da: Brian Cooke e Johnnie Mortimer

### Trama
La madre di Helen arriva a casa Roper e rivela che non ha un posto dove vivere. Helen decide di incontrare le sue due sorelle per discutere della situazione. 
- Guest stars: Lucille Benson (Madre), Rod Colbin (Hubert Armbrewster), Dena Dietrich (Ethel Armbrewster), Lucy Lee Flippin (Hilda).
- Nota. Basato sull'episodio La vecchietta dove la metto? di George e Mildred.

## Opportunity Knocks
- Titolo originale: Opportunity Knocks
- Diretto da: Dave Powers
- Scritto da: Brian Cooke e Johnnie Mortimer

### Trama
Larry Dallas, uno dei vecchi inquilini dei Roper, arriva in visita e prova a vendere a Stanley una casa mobile. 
- Guest stars: Lois Areno (Marilyn Graham), Richard Kline (Larry Dallas), William Cort (Signor Williams), Mary-Robin Redd (Signora Williams), Cooper Neal (Signor Clifford), Nancy Priddy (Signora Clifford).
- Nota. Basato sull'episodio Colombi e salamandre di George e Mildred.